# Klepaci, Horol
Klepaci (în ucraineană Клепачі) este localitatea de reședință a comunei Klepaci din raionul Horol, regiunea Poltava, Ucraina.

## Demografie
Componența lingvistică a localității Klepaci
     Ucraineană (98,25%)
     Rusă (1,75%)
Conform recensământului din 2001, majoritatea populației localității Klepaci era vorbitoare de ucraineană (98,25%), existând în minoritate și vorbitori de rusă (1,75%).